# إينول
الإينولات (وتعرف أيضاً باسم الألكينولات) هي ألكينات لديها مجموعة هيدروكسيل مرتبطة إلى إحدى ذرتي الكربون اللتان تؤلفان الرابطة المضاعفة. إن الإينولات والكربونيلات (مثل الألدهيدات والكيتونات) هي في أرض الواقع عبارة عن مصاوغات (إيزوميرات)، يدعى هذا تصاوغ صنوي كيتو-إينول (تصاوغ صنوي).